# The Uncensored Library
The Uncensored Library (englisch für „Die Unzensierte Bibliothek“) ist ein von Reporter ohne Grenzen betriebener Server des Sandbox-Spiels Minecraft mit einer digitalen Bibliothek, der durch die Umgehung von politischer Zensur bekannt wurde. Die Spielwelt des Servers wurde von BlockWorks, DDB Berlin und MediaMonks gebaut und von Reporter ohne Grenzen als Versuch, zensierte Werke in Ländern mit eingeschränkter Pressefreiheit zu veröffentlichen, bezeichnet. Die Bibliothek umfasst zahlreiche in beispielsweise Mexiko, Russland, Vietnam, Saudi-Arabien, und Ägypten verbotene Werke. Jedem Land wurde ein Gebäudeabschnitt gewidmet, der jeweils weitere gebannte Texte enthält. Die digitale Bibliothek wurde am 12. März 2020, dem Welttag gegen Internet-Zensur, online gestellt. Momentan gibt es zwei Wege, die Bibliothek herunterzuladen, nämlich entweder über die offizielle Website oder über die direkte Verbindung zum Minecraft-Server.

## Aussehen
Das virtuelle Bibliotheksgebäude wurde im neoklassizistischen Architekturstil errichtet. Es soll etablierten Institutionen wie der New York Public Library ähneln und stilistisch auf die autoritären Strukturen anspielen, die das Projekt untergraben will. Die Bibliothek verwendet über 12,5 Millionen Minecraft-Blöcke.

## Aufbau
Jedes der fünf von der Bibliothek behandelten Länder sowie die Reporter ohne Grenzen haben einen eigenen Flügel, der eine Reihe von Artikeln enthält, die in Englisch sowie der entsprechenden Originalsprache des Artikels verfügbar sind. Die Texte innerhalb der Bibliothek sind sog. „In-Game items“ (engl. für Gegenstände innerhalb eines Videospiels), die dort geöffnet und auf „Lesepulte“ gelegt werden können, um von mehreren Spielern gleichzeitig gelesen zu werden. Diese Artikel diskutieren im Allgemeinen die Zensur, ungerechte Bestrafung und andere Kritik an der Regierung durch die Autoren.
Die Innenarchitektur der Zimmer jedes Landes symbolisiert die einzigartige Situation und die journalistischen Herausforderungen jedes Landes. Darüber hinaus enthält die Bibliothek einen zentralen Raum, in dem die Rangliste der Pressefreiheit und der aktuelle Stand der Pressefreiheit aller in der Liste erfassten Länder aufgeführt sind; ebenso enthält die mexikanische Sektion Gedenkstätten für Journalisten, die aufgrund ihrer Schriften getötet wurden. Insgesamt umfasst die Bibliothek über 200 verschiedene Bücher.

### „COVID-19“- Raum
Ein weiterer Raum wurde nachträglich der Unzensierten Bibliothek hinzugefügt, um die Probleme mit der Pressefreiheit bei COVID-19 zu adressieren. Dieser Raum enthält Bücher zu 10 Ländern (Brasilien, China, Ägypten, Ungarn, Iran, Myanmar, Nordkorea, Russland, Thailand und Turkmenistan), um zu zeigen, wie die staatliche Dokumentation des Virus in unterschiedlichen Ländern variiert.

## Begleitmaterial
Das Lied 'Truth Hegemony', welches im offiziellen Werbevideo von „The Uncensored Library“ verwendet wurde, wurde von Lucas Mayer geschrieben und von The Client Said No aufgeführt.

## Veröffentlichung
Nachdem das Projekt veröffentlicht worden war, ging es auf mehreren sozialen Medien förmlich viral und wurde auf zahlreichen Kanälen, darunter BBC, DW News, CNBC, CNN, Tech Crunch, The Verge, Gizmodo, Engadget, Mashable, PC Gamer und Scene World Magazine erwähnt.